# マリョレイン・ファンウーネン
マリョレイン・ファンウーネン（Marjolein van Unen 1962年12月7日-) はオランダ出身の柔道選手。現役時代は72kg超級の選手。

## 人物
1982年の世界選手権72kg超級では3位となった。1984年の世界選手権72kg超級では前回に続いて3位だったが、無差別ではベルギーのイングリッド・ベルグマンスに敗れて2位となった。1986年に地元のオランダで開催された世界選手権では、決勝で中国の高鳳蓮に上四方固で敗れて2位に終わった。その後はケガの影響で引退した。1997年からは女子代表チームのコーチとなった。さらに、自身が携わっているブドーカン・ロッテルダムにはエディス・ボッシュやマリンド・フェルケルク、エリザベト・ウィルボーダスなどオランダを代表する女子選手が何名も所属している。

## 主な戦績
(階級表記のない大会は全て72kg超級での成績)
- 1980年 - ドイツ国際　3位
- 1980年 - オーストリア国際　3位
- 1981年 - ドイツ国際　優勝
- 1981年 - ヨーロッパ選手権　72kg超級　3位　無差別　3位
- 1981年 - オランダ国際　2位
- 1981年 - イギリス国際　2位
- 1982年 - ドイツ国際　3位
- 1982年 - ヨーロッパ選手権　優勝
- 1982年 - イギリス国際　2位
- 1982年 - オーストリア国際　2位
- 1982年 - 世界選手権　3位
- 1983年 - ドイツ国際　3位
- 1983年 - ヨーロッパ選手権　3位
- 1983年 - オーストリア国際　優勝
- 1983年 - オランダ国際　優勝
- 1983年 - 福岡国際　72kg超級　3位　無差別　3位
- 1984年 - ヨーロッパ選手権　優勝
- 1984年 - オランダ国際　2位
- 1984年 - オーストリア国際　優勝
- 1984年 - 世界選手権　72kg超級　3位　無差別　2位
- 1984年 - 福岡国際　優勝
- 1985年 - ヨーロッパ選手権　72kg超級　3位　無差別　優勝
- 1986年 - オランダ国際　2位
- 1986年 - 世界選手権　2位